# Народно-демократична партія (Нігерія)
Народно-демократична партія (англ. People's Democratic Party, PDP) — правоцентристська консервативна політична партія, одна з найбільших сучасних політичних партій в Нігерії. Вона перемагала на кожних президентських виборах з 1999 по 2011 рік, до виборів у 2015 році була правлячою партією у Четвертій республіці. В даний час НДП контролює 14 штатів з 36 у Нігерії.
У 1998 році НДП обрала колишнього військового лідера Олусегуна Обасанджо в якості кандидата у президенти на виборах у лютому 1999 року, обраний губернатор штату Адамава і колишній член Соціал-демократичної партії Атіку Абубакар став кандидатом у віце-президенти.
На парламентських виборах, що відбулися у квітні 2003 року, партія отримала 54,5 % голосів виборців і 223 з 360 місць у Палаті представників і 76 з 109 місць у Сенаті. Кандидат партії на президентських виборах Олусегун Обасанджо 19 квітня 2003 року був переобраний з 61,9 % голосів.
У грудні 2006 року губернатор штату Кацина Умару Яр-Адуа був обраний кандидатом у президенти від правлячої НДП на загальних виборах у квітні 2007 року, отримавши 3024 голоси від делегатів партії; його найближчий суперник Рочас Окороча отримав лише 372 голоси. Партія отримала 260 з 360 місць у Палаті представників і 85 з 109 місць у Сенаті.
На національній конвенції у 2008 році Вінсент Огбулафор був обраний національним головою НДП 8 березня 2008 року, Альхаджі Абубакар Каву Барадже був обраний національним секретарем.
У 2015 році чинний президент і кандидат від НДП Гудлак Джонатан зазнав поразку від генерала Мухаммаду Бухарі.
НДП підтримує політику вільного ринку і обмежене державне регулювання.